# 72-я стрелковая дивизия
72-я стрелковая дивизия (72 сд) — воинское соединение Вооружённых сил СССР, принимавшее участие в Великой Отечественной войне.
 Боевые периоды: 15 декабря 1941 — 4 октября 1944, 7—30 ноября 1944 и 11 декабря 1944 — 11 мая 1945 года.

## История
Дивизия была сформирована в декабре 1941 года на базе 7-й бригады морской пехоты.
В феврале 1943 года дивизия участвовала в Тосненско-Мгинской операции (10—27 февраля 1943), наступая в первом эшелоне. К исходу первого дня наступления она заняла Старую Мызу.
В ходе Выборгской операции (10—20 июня 1944) части 72 сд 10 июня овладели Оллилой.

## Состав
- 14-й стрелковый полк
- 133-й стрелковый полк
- 187-й стрелковый полк
- 9-й артиллерийский полк
- 119-й (72-й) отдельный истребительно-противотанковый дивизион
- 383-й миномётный дивизион (с 17.1.1942 по 15.10.1942)
- 40-я отдельная разведывательная рота
- 3-й отдельный сапёрный батальон
- 5-й отдельный батальон связи (480-я отдельная рота связи)
- 51-й отдельный медико-санитарный батальон
- 117-я отдельная рота химической защиты
- 120-я автотранспортная рота
- 347-я полевая хлебопекарня
- 192-й дивизионный ветеринарный лазарет
- 1111-я полевая почтовая станция
- 1133-я полевая касса Государственного банка

## Подчинение
| Подчинение | Подчинение           | Подчинение        | Подчинение              | Подчинение                              |
| На дату    | Фронт                | Армия             | Корпус                  | Группа                                  |
| ---------- | -------------------- | ----------------- | ----------------------- | --------------------------------------- |
| 01.01.1942 | Ленинградский фронт  | 55-я армия        | -                       | -                                       |
| 01.02.1942 | Ленинградский фронт  | 55-я армия        | -                       | -                                       |
| 01.03.1942 | Ленинградский фронт  | 55-я армия        | -                       | -                                       |
| 01.04.1942 | Ленинградский фронт  | 55-я армия        | -                       | -                                       |
| 01.05.1942 | Ленинградский фронт  | 55-я армия        | -                       | Группа войск ленинградского направления |
| 01.06.1942 | Ленинградский фронт  | 55-я армия        | -                       | Ленинградская группа войск              |
| 01.07.1942 | Ленинградский фронт  | 42-я армия        | -                       | -                                       |
| 01.08.1942 | Ленинградский фронт  | 42-я армия        | -                       | -                                       |
| 01.09.1942 | Ленинградский фронт  | 42-я армия        | -                       | -                                       |
| 01.10.1942 | Ленинградский фронт  | 55-я армия        | -                       | -                                       |
| 01.11.1942 | Ленинградский фронт  | 55-я армия        | -                       | -                                       |
| 01.12.1942 | Ленинградский фронт  | 55-я армия        | -                       | -                                       |
| 01.01.1943 | Ленинградский фронт  | 55-я армия        | -                       | -                                       |
| 01.02.1943 | Ленинградский фронт  | 55-я армия        | -                       | -                                       |
| 01.03.1943 | Ленинградский фронт  | 55-я армия        | -                       | -                                       |
| 01.04.3943 | Ленинградский фронт  | 55-я армия        | -                       | -                                       |
| 01.05.1943 | Ленинградский фронт  | 55-я армия        | -                       | -                                       |
| 01.06.1943 | Ленинградский фронт  | 55-я армия        | -                       | -                                       |
| 01.07.1943 | Ленинградский фронт  | 55-я армия        | -                       | -                                       |
| 01.08.1943 | Ленинградский фронт  | 55-я армия        | -                       | -                                       |
| 01.09.1943 | Ленинградский фронт  | 2-я ударная армия | -                       | -                                       |
| 01.10.1943 | Ленинградский фронт  | 2-я ударная армия | -                       | -                                       |
| 01.11.1943 | Ленинградский фронт  | 42-я армия        | -                       | -                                       |
| 01.12.1943 | Ленинградский фронт  | 42-я армия        | 109-й стрелковый корпус | -                                       |
| 01.01.1944 | Ленинградский фронт  | 42-я армия        | 109-й стрелковый корпус | -                                       |
| 01.02.1944 | Ленинградский фронт  | 67-я армия        | 110-й стрелковый корпус | -                                       |
| 01.03.1944 | Ленинградский фронт  | 8-я армия         | 115-й стрелковый корпус | -                                       |
| 01.04.1944 | Ленинградский фронт  | 2-я ударная армия | 109-й стрелковый корпус | -                                       |
| 01.05.1944 | Ленинградский фронт  | 23-я армия        | -                       | -                                       |
| 01.06.1944 | Ленинградский фронт  | 21-я армия        | 109-й стрелковый корпус | -                                       |
| 01.07.1944 | Ленинградский фронт  | 21-я армия        | 109-й стрелковый корпус | -                                       |
| 01.08.1944 | Ленинградский фронт  | 2-я ударная армия | 109-й стрелковый корпус | -                                       |
| 01.09.1944 | Ленинградский фронт  | 8-я армия         | 109-й стрелковый корпус | -                                       |
| 01.10.1944 | Ленинградский фронт  | 8-я армия         | 109-й стрелковый корпус | -                                       |
| 01.11.1944 | Резерв Ставки ВГК    | 21-я армия        | 117-й стрелковый корпус | -                                       |
| 01.12.1944 | Резерв Ставки ВГК    | 21-я армия        | 117-й стрелковый корпус | -                                       |
| 01.01.1945 | Резерв Ставки ВГК    | 21-я армия        | 117-й стрелковый корпус | -                                       |
| 01.02.1945 | 1-й Украинский фронт | 21-я армия        | 117-й стрелковый корпус | -                                       |
| 01.03.1945 | 1-й Украинский фронт | 21-я армия        | 117-й стрелковый корпус | -                                       |
| 01.04.1945 | 1-й Украинский фронт | 21-я армия        | 117-й стрелковый корпус | -                                       |
| 01.05.1945 | 1-й Украинский фронт | 21-я армия        | 117-й стрелковый корпус | -                                       |

## Командиры
- Парафило Терентий Михайлович (15.12.1941 — 06.05.1942), генерал-майор.
- Ястребов Илья Иванович (07.05.1942 — 11.05.1945), полковник (с 26.09.1943 — генерал-майор).

## Награды
- 27 января 1944 года — почётное наименование «Павловская» — присвоено приказом Верховного Главнокомандующего № 011 от 27 января 1944 года за отличие в боях при освобождении города Павловск.
- 20 февраля 1944 года —  Орден Красного Знамени — награждена указом Президиума Верховного Совета СССР от 20 февраля 1944 года за успешное выполнение боевых заданий командования в боях c немецкими захватчиками за освобождение города Луги и проявленные при этом доблесть и мужество.[4]
- 22 июня 1944 года —  Орден Суворова II степени — награждена указом Президиума Верховного Совета СССР от 22 июня 1944 года за образцовое выполнение заданий командования в боях с немецко-финскими захватчиками при прорыве сильно укреплённой долговременной обороны противника на Карельском перешейке севернее города Ленинграда и проявленные при этом доблесть и мужество.[5]

Награды частей дивизии:
- 14-й стрелковый Ленинградский Краснознамённый[6] полк
- 133-й стрелковый Ленинградский ордена Александра Невского[7] полк
- 187-й стрелковый Ленинградский ордена Александра Невского[8] полк
- 9-й артиллерийский Ленинградский ордена Кутузова[6] полк
- 119-й отдельный истребительно-противотанковый ордена Александра Невского[7] дивизион
- 3-й отдельный сапёрный ордена Красной Звезды[7] батальон

## Отличившиеся воины
- Андреев, Николай Фёдорович, лейтенант, командир взвода 3-го отдельного сапёрного батальона.
- Ардашев, Леонид Арсентьевич, младший лейтенант, связной командира роты 133-го стрелкового полка.
- Дорошенко, Иван Васильевич, старший сержант, помощник командира разведывательного взвода 14 стрелкового полка[9].
- Дьяченко, Фёдор Трофимович, старший сержант, снайпер 187-го стрелкового полка.
- Иванов, Хасан Талибович, старший лейтенант, командир роты 133-го стрелкового полка.
- Крюченко, Владимир Филиппович, красноармеец, пулемётчик 133-го стрелкового полка.
- Кузнецов, Иван Фёдорович, младший сержант, командир отделения роты автоматчиков 14 стрелкового полка.
- Новиков, Василий Захарович, младший сержант, командир орудия 133-го стрелкового полка.
- Сорокин, Борис Григорьевич, младший сержант, командир орудия 9-го артиллерийского полка.
- Сухов, Василий Семёнович, рядовой, стрелок 14-го стрелкового полка. Герой Советского Союза посмертно.
- Товпеко, Александр Григорьевич, старшина, командир миномётного расчёта 133-го стрелкового полка.

## Полное название
72-я стрелковая Павловская Краснознамённая, ордена Суворова дивизия